# Schriftenreihe des Kreismuseums Peine
Die Schriftenreihe des Kreismuseums Peine ist eine seit 1991 vom Kreismuseum Peine herausgegebene Zeitschrift. Die Schriftenreihe erschien ab der Erstausgabe zunächst im Selbstverlag und nach 2002 durch den in Braunschweig angesiedelten Appelhans Verlag.

## Einzelausgaben (Auswahl)
- Nr. 4: Walter Gehrmann: Münzfunde in der Region Peine, Eine Zusammenfassung der bisher entdeckten Schätze, Peine 1991
- Nr. 15 Heinrich Winkelmann: Johann Friedrich Ziegler. (1785–1860). Ein Amtmann zwischen Justiz und Poesie. Bürgerliche Kultur in der hannoverschen Provinz unmittelbar vor der Industrialisierung. Kreismuseum Peine: Schriftenreihe des Kreismuseums Peine, Bd. 15, Peine, 1996.
- Nr. 19: Ulrika Evers, Claudia Jäger: Die Porträt-Sammlung im Kreismuseum Peine – Grafik und Gemälde. Katalog anläßlich der Kupferstich-Ausstellung im Kreismuseum vom 7.6. – 6.9.1998, erweitert um die Ölgemälde, 2000, ISBN 3-930462-09-5; Inhaltsverzeichnis